# Mortician
Mortician ist eine Deathgrind-Band aus den Vereinigten Staaten.

## Bandgeschichte
Mortician wurde 1989 von Will Rahmer (Bass, Gesang) und Matt Sicher (Schlagzeug) als Casket gegründet. Im selben Jahr änderten sie ihren Namen in Mortician, benannt nach ihrem ersten geschriebenen Song. Man nahm ein Demo auf – mit John McEntee von Incantation, wo Rahmer selbst einige Zeit Sänger war, an der Gitarre.
1991 stieg Roger J. Beaujard als neuer Gitarrist ein. Man erhielt von Relapse Records ein Angebot für eine 7", das Ergebnis war Mortal Massacre.
Danach musste Matt Sicher die Band wegen massiven Drogenmissbrauchs verlassen. Er starb einige Zeit später. Ersetzt wurde er durch einen Drumcomputer, der bis 2003 viel vom typischen Mortician-Sound ausmacht.
Nach einigen problematischen Jahren erschien 1995 endlich House by the Cemetery in der Relapse Underground Series. Wenig später folgte das erste Album Hacked Up for Barbecue.
Im August 2003 stieg Sam Inzerra, ehemals Deadspeak, als fester Schlagzeuger ein.
Bis heute werden die Mortician-Veröffentlichungen in der Zweierkombination von Roger und Will produziert. Sie bekamen nur zwischenzeitlich Hilfe von Desmond Tolhurst, der mit Roger in Malignancy spielte. Von Relapse Records hat man sich nach Darkest Day of Horror getrennt – inzwischen erscheinen Mortician-Outputs auf Rogers eigenem Label Primitive Recordings.
Sänger und Bassist Rahmer wurde an einem Grenzübergang zwischen Polen und Deutschland aufgegriffen, nachdem er einen Taxifahrer mit dem Messer bedroht und anschließend das Fahrzeug gestohlen hatte.
Der Zwischenfall ereignete sich nach dem Konzert in Zielona Góra am 13. November 2005, welches ohne Will stattfand, woraufhin dieser ein Taxi kommen ließ, um sich zum Flughafen Berlin fahren zu lassen. Während der Fahrt zückte er ein Messer und bedrohte den Fahrer des Taxis. Der Fahrer floh und Rahmer fuhr mit dem Auto in Richtung Grenze: Dort wurde er schließlich von benachrichtigten Polizeikräften festgenommen. Bei einer Verhandlung drohen dem Amerikaner zwischen 3 und 15 Jahre Gefängnis.
Im Jahr 2004 erschien das aktuelle Album Re-Animated Dead Flesh, dieses wurde in Deutschland am 27. Februar 2007 vom Amtsgericht Nürnberg aufgrund des Tatbestands der Gewaltverherrlichung nach § 131 StGB Abs. 1 bundesweit beschlagnahmt.

## Musik
Der typische Mortician-Sound zeichnet sich generell durch extrem tief gestimmte Gitarren und einen artifiziell klingenden Drum-Computer aus. Die Songs sind einfach gestrickt, zumeist wechseln sich nur Blastbeats mit einfachen Rhythmen ab. Der Gesang ist ein unverständliches Growling, vorgetragen werden simple Texte über Splatter und Gore. Meist werden in ihnen die Vorgänge brutaler Verstümmelung, krankhaftes Morden und der Weltuntergang aufgrund einer Machtübernahme von Zombies oder Kannibalen, geschildert. Erwähnenswert ist auch der exzessive Einsatz von Audio-Samples aus Horrorfilm-Klassikern wie Texas Chain Saw Massacre, Night of the Living Dead, Hellraiser und Haute Tension, der jede Veröffentlichung durchzieht.

## Diskografie

### Alben
- 1996: Hacked Up for Barbecue
- 1999: Chainsaw Dismemberment
- 2001: Domain of Death
- 2002: Final Bloodbath sessions
- 2003: Darkest Day of Horror
- 2004: Re-Animated Dead Flesh (beschlagnahmt)
- 2004: Zombie Massacre Live (Live-Album)

### Demos, EPs und Sonstiges
- 1989: Rehearsal (Demo)
- 1990: Demo # 1 (Demo)
- 1990: Brutally Mutilated (7")
- 1991: Mortal Massacre (7")
- 1993: Mortal Massacre (EP)
- 1995: House by the Cemetery (EP)
- 1997: Zombie Apocalypse (EP)
- 2002: Final Bloodbath Session (EP)
- 2004: Living Dead (Split mit Fleshgrind)
- 2005: Relapse Single Series Vol.5 (Split mit Candiru, Afflicted und Mythic)